# فينزيلي (تجومين)
فينزيلي (بالروسية: Винзили) هي مدينة في مقاطعة تيومين أوبلاست في روسيا.
يبلغ عدد سكانها حوالي 12331 نسمة.